# Hotel Waterloo
El Hotel Waterloo (en inglés: Waterloo Hotel) es un hotel histórico situado en Waterloo Place en Edimburgo, Escocia. Fue el primer hotel construido a gran escala en Edimburgo, operando de 1819 a 1898. Es un edificio georgiano  categoría A que fue diseñado por el arquitecto escocés Archibald Elliot (1761-1823) y construido entre 1815 y 1819. Contenía cincuenta dormitorios, una sala de café, tres comedores y un gran salón de baile de 80 por 40 pies (24 por 12 m). En la década de 1970, mucho después de que el hotel dejara de tener actividad, el salón de baile fue demolido para dar cabida a una extensión, pero la cúpula (cúpula ventana en el techo), que habría llenado el salón de baile con la luz, se ha conservado y todavía se puede ver en la 8 ª planta del edificio.